# Victor Bodson
Victor Nicolas Bodson (ur. 24 marca 1902 w Luksemburgu, zm. 29 czerwca 1984 w Mondorf-les-Bains) – luksemburski polityk i prawnik, deputowany krajowy i europejski, minister sprawiedliwości, transportu i budownictwa (1940–1947, 1951–1959), w latach 1964–1967 przewodniczący Izby Deputowanych, w latach 1967–1970 członek Komisji Europejskiej. Sprawiedliwy wśród Narodów Świata.

## Życiorys
W młodości uprawiał pływanie i sport motocyklowy, w 1926 był mistrzem krajowym w drugiej z dziedzin. W późniejszym okresie kierował krajową federacją bokserską. Ukończył studia prawnicze na Uniwersytecie Strasburskim, studiował także w Algierze i Montpellier. Uzyskał uprawnienia adwokata i od 1923 prowadził własną kancelarię adwokacką, od 1964 do 1966 kierował krajową palestrą. W 1930 wstąpił do Luksemburskiej Socjalistycznej Partii Robotniczej. Od 1935 należał do rady miejskiej Luksemburga. Od 1934 zasiadał w Izbie Deputowanych, od 1935 do 1940 także w radzie miejskiej Luksemburga. Od kwietnia 1940 pozostawał ministrem sprawiedliwości, transportu i budownictwa. Po inwazji III Rzeszy w kolejnym miesiącu, gdy większość rządu uciekła z kraju, ostatecznie w czerwcu 1940 dotarł do Francji. W październiku 1940 dotarł natomiast statkiem przez Nowy Jork do Montrealu, gdzie urzędował w ramach rządu na uchodźstwie. W 1942 znalazł się na liście osób poszukiwanych przez Gestapo.
Po zakończeniu okupacji Luksemburga we wrześniu 1944 powrócił do sprawowania obowiązków ministerialnych w kraju w ramach rządów jedności narodowej (do marca 1947). Jednocześnie zasiadał w krajowym parlamencie w latach 1948–1951 i 1964–1967, w drugiej z kadencji przewodniczył temu gremium. Ponadto od 1949 do 1951 członek Zgromadzenia Parlamentarnego Rady Europy, a od 1962 do 1964 członek Rady Państwa, organu doradczego przy wielkim księciu. W latach 1951–1959 ponownie minister sprawiedliwości, transportu i budownictwa. W 1967 wybrany szefem nowo powstałego związku parlamentów frankofońskich (Association internationale des parlementaires de langue française). Od 1967 do 1970 zasiadał w Komisji Europejskiej Jeana Reya, odpowiadając za kwestie transportu.
Był żonaty, miał pięcioro dzieci.

## Odznaczenia i wyróżnienia
Odznaczony m.in. Orderem Korony Dębowej I klasy (1947), Legią Honorową I klasy (1973), Krzyżem Wielkim I Klasy Orderu Zasługi Republiki Federalnej Niemiec, Krzyżem Wielkim I Klasy Odznaki Honorowej za Zasługi dla Republiki Austrii i Medalem Wolności I klasy, a także innymi medalami klasy wielkiego krzyża. Jego imieniem nazwano most w Hesperange.
Pomiędzy 1933 a 1940 organizował pomoc dla Żydów w przedostaniu się przez granicę niemiecko-luksemburską na rzece Sûre, przy której mieszkał. Uratował w ten sposób około 100 osób przed prześladowaniami nazistów, ryzykując własnym życiem. W 1971 otrzymał za to wyróżnienie Sprawiedliwy wśród Narodów Świata.